# Komsilga (departamento)
Komsilga é um departamento ou comuna da província de Kadiogo no Burkina Faso. A sua capital é a cidade de Komsilga.
Em 1 de julho de 2018 tinha uma população estimada em 89976 habitantes.